# Орлово (Белозерский район)
Орлово — деревня в Белозерском районе Вологодской области.
Входит в состав Гулинского сельского поселения, с точки зрения административно-территориального деления — в Гулинский сельсовет.
Расположена на берегу Азатского озера. Расстояние по автодороге до районного центра Белозерска составляет 39 км, до центра муниципального образования деревни Никоновская — 9 км. Ближайшие населённые пункты — Агашино, Лундино, Рощино.
Население по данным переписи 2002 года — 14 человек.